# منتخب كوستاريكا لكرة الطائرة للرجال
منتخب كوستاريكا لكرة الطائرة للرجال هو ممثل كوستاريكا الرسمي في المنافسات الدولية في كرة طائرة في فئة كرة الطائرة للرجال .